# ジェット・ストリーム (小説)
『ジェット・ストリーム』（副題：偏西風）は、安部譲二の長編小説。『小説現代』1988年1月号から3月号にかけて掲載され、1988年3月に講談社から刊行された。

## 概要
松島真一が行う犯罪を書いた悪漢小説。航空業界で働く人々の実態が克明に記述されているのが特徴である。

## 登場人物
松島真一（まつしま　しんいち）
主人公。41歳。日本旅客航空のチーフ・パーサー。身長179センチでボクシング選手のような体型。濃い眉毛と長いまつげの目立つ顔。
大学を卒業してから2年勤めた映画会社をやめて、日本旅客航空に転職。
松島雅子（まつしま　まさこ）
真一の妻。38歳。
映画会社の元社長秘書。美人。英語が上手な真一に、日本旅客航空の採用試験を受けるように勧める。
三田京子（みた　きょうこ）
日本旅客航空のスチュワーデス。20歳。
小柄。まつげが長く、目が大きい。南国娘のような印象。真一と関係を持つ。
吉田（よしだ）
日本旅客航空のアシスタント・パーサー。43歳。あだ名は吉田のオバ。
マリ（本名ではない）
ステーツ航空のスチュワーデス。流暢な日本語と英語を話す。ユダヤ人。
秘密結社の一員。手配師として必要な人員を真一のもとへ送り込む。